# Velorex (Tsjechië)

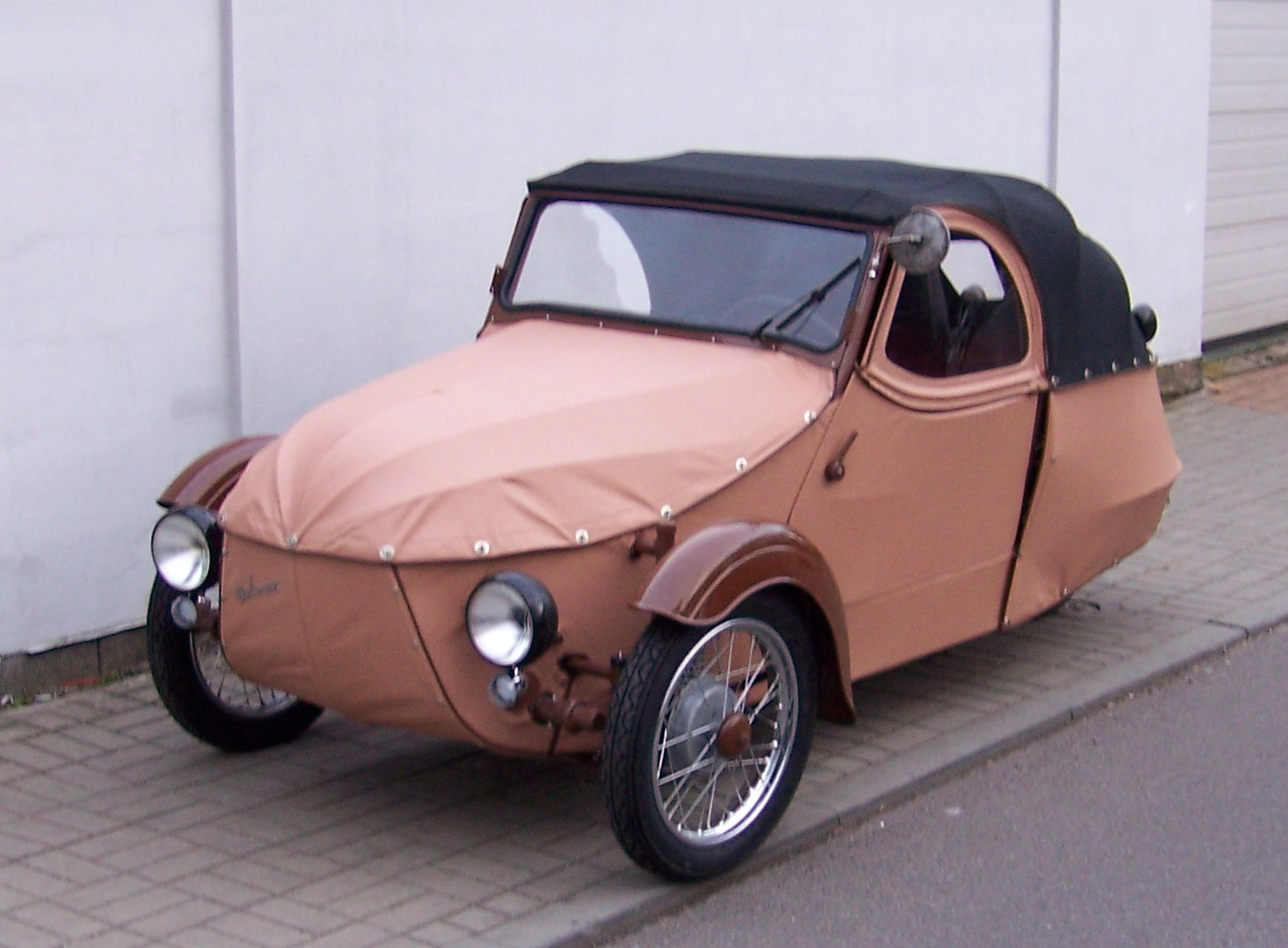
Velorex 16/250

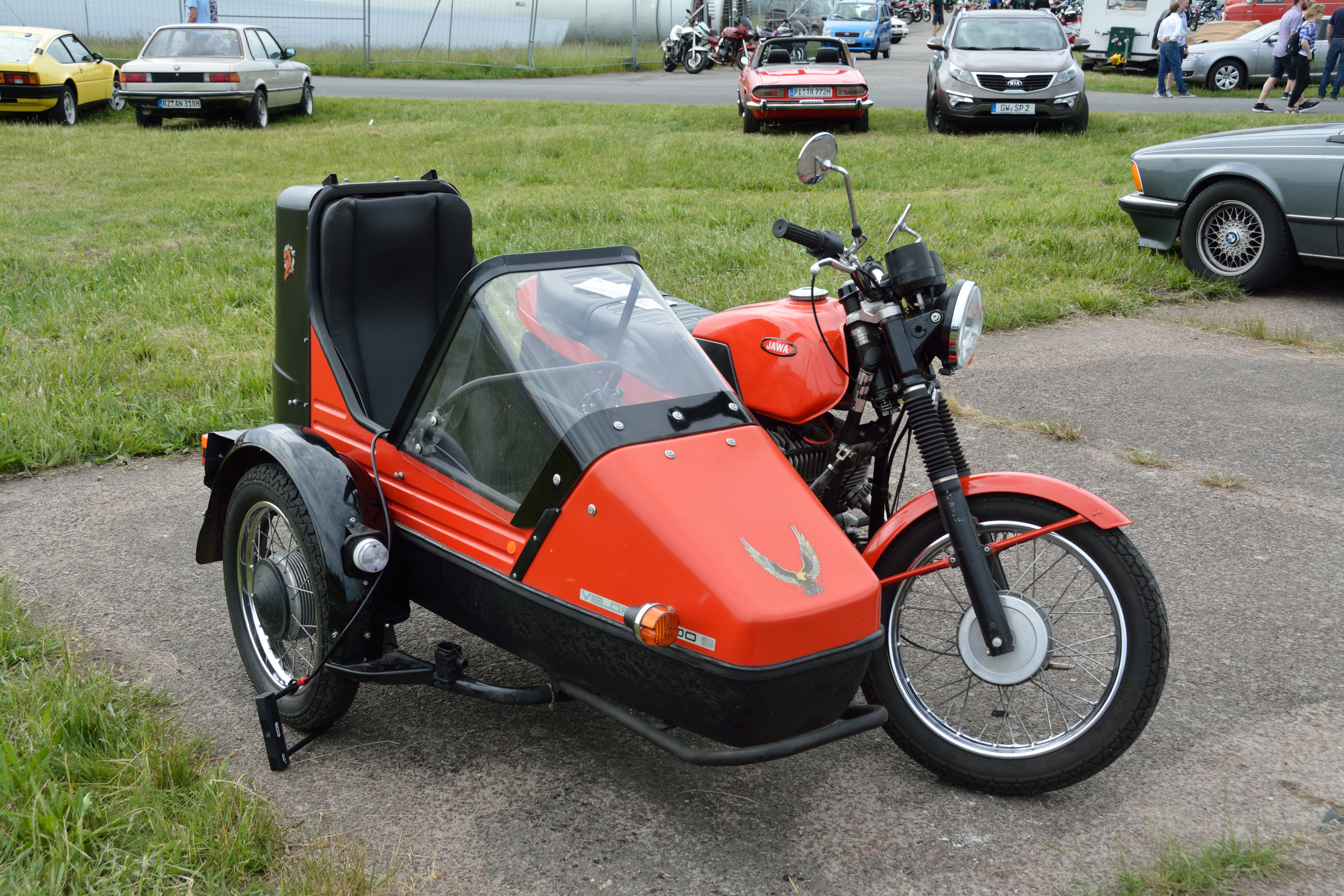
Het Velorex 562-zijspan werd ontwikkeld voor Oost-Europese merken als MZ, CZ en Jawa, maar werd vanwege zijn prijs en lage gewicht ook in Westerse landen vaak aan andere merken gemonteerd.

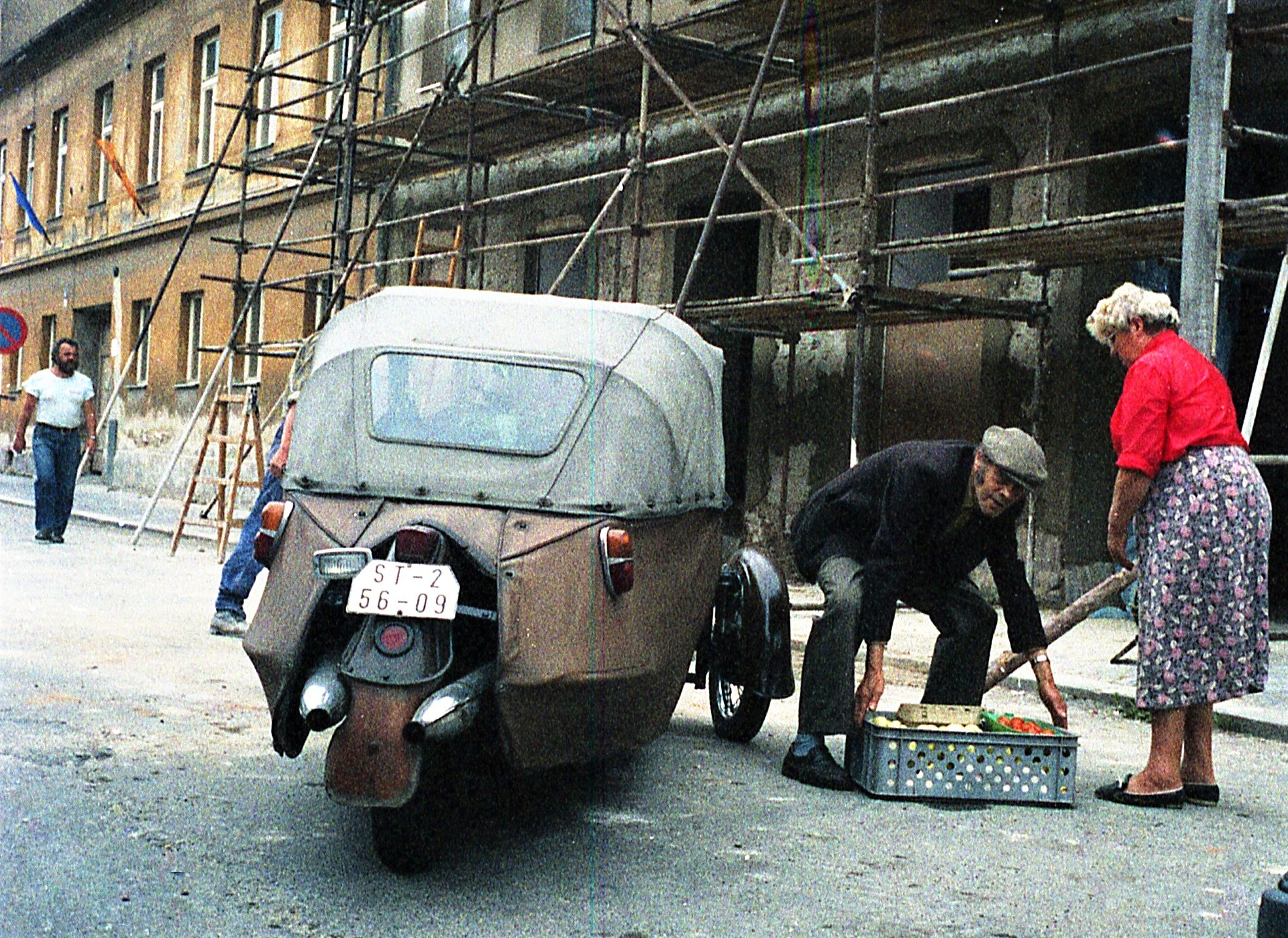
Velorex 16/250 in 1992 in Strakovnice (CS) de boodschappen kunnen mee.

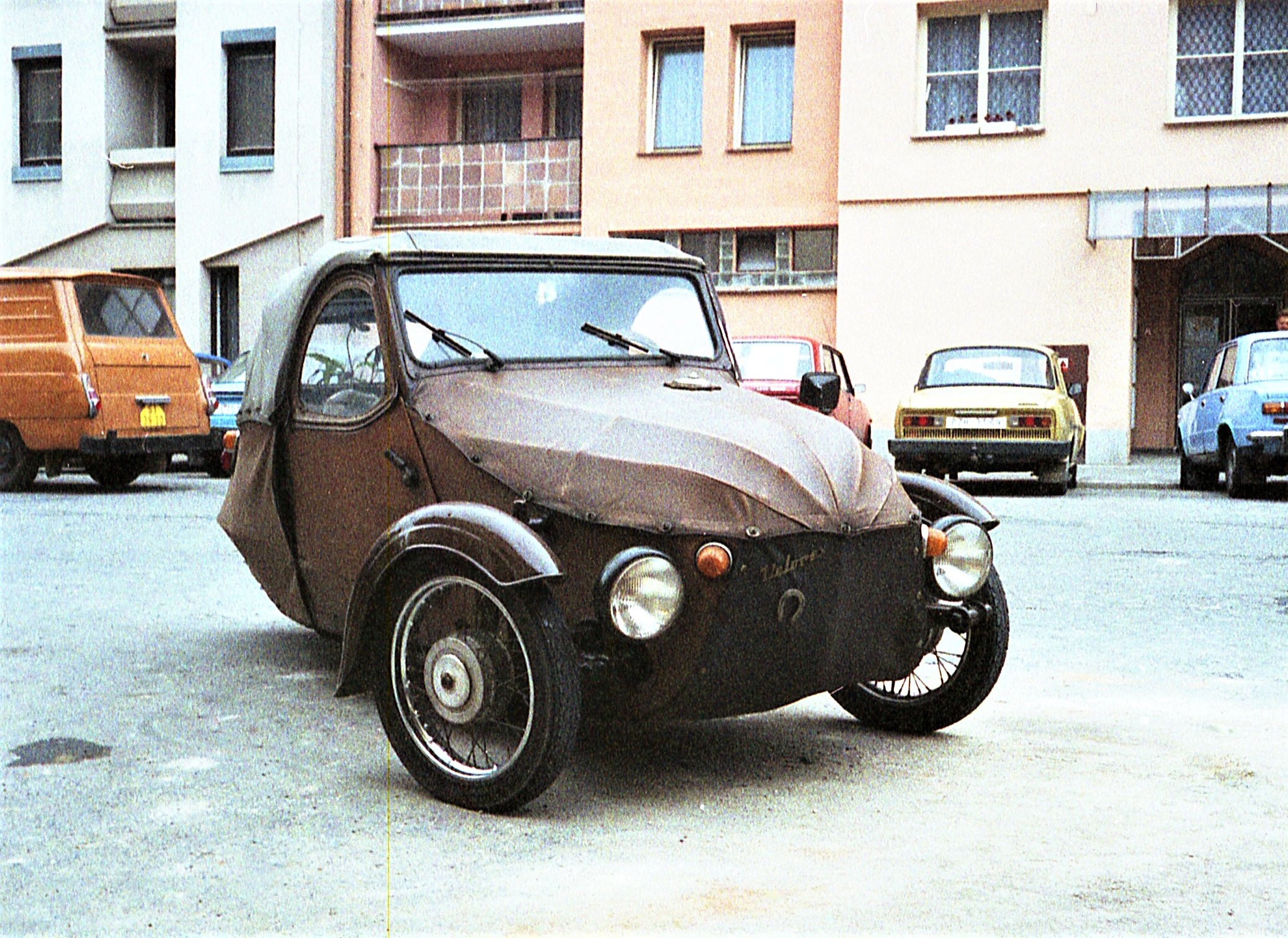
Velorex 16/250 in 1992 in Strakovnice (CS)

Velorex was een productiecoöperatie in Solnice, Tsjecho-Slowakije. Opvallende producten waren een kleine driewielige auto, geproduceerd tussen 1950 en 1971, en de zijspanwagen type 562. De zijspan wordt nog steeds in de Tsjechische Republiek vervaardigd door Velorexport, de opvolger van Velorex.

## Geschiedenis
De broers František en Mojmír Stránský bouwden in 1943 hun eerste auto. De met een 90 cc Manet-motor aangedreven driewieler had fietswielen en een dunne overkapping. Door de Tweede Wereldoorlog in Europa waren mensen op zichzelf aangewezen en probeerde men op allerlei manier eigen vervoer te bouwen. De driewieler van de broers Stránský werd populair en ze bleven hun creatie verbeteren. Er werd geëxperimenteerd met verschillende motoren en materialen voor een betere overkapping. Gewoon linnen bleek de beste oplossing.

### Na de Tweede Wereldoorlog
Na de oorlog bleven de broers trouw aan hun project en hun werk groeide uit naar een zekere vorm van serieproductie. Er kwamen een winkel en een werkplaats en de volgende versie van de driewieler had een 150 cc ČZ-motor. Ook werden een drietal karretjes met een 300 cc PAL-motor gemaakt en een nog eens zes stuks met een 250 cc Jawa-motor. Op de as prijkte de merknaam Oskar. De bestuurder en de persoon ernaast hadden een dak boven het hoofd, kinderen of andere achterpassagiers zaten echter onbeschermd.

### Velorex
In juli 1950 deden de broers mee aan een wedstrijd van kleine auto’s in Tsjecho-Slowakije. František reed in de Oskar Jawa 250 en Mojmír reed de Oskar DKW 350. Er deden negenentwintig zelfgemaakte voertuigen mee. De Oskar DKW 350 behaalde toen zelfs een topsnelheid van 85 km/u, hetgeen de broers deed besluiten om dat karretje in serie te gaan maken. Ze verhuisden naar Solnice en begonnen met zes werknemers de Oskar 54 met 250 cc Jawa-motor te produceren. Twee jaar later werd de voorkant van de carrosserie gewijzigd.
In 1954 verongelukte František tijdens een proefrit. Een jaar later werd besloten de wielen kleiner te maken: 16 inch in plaats van 19 inch, wat de wegligging ten goede kwam.

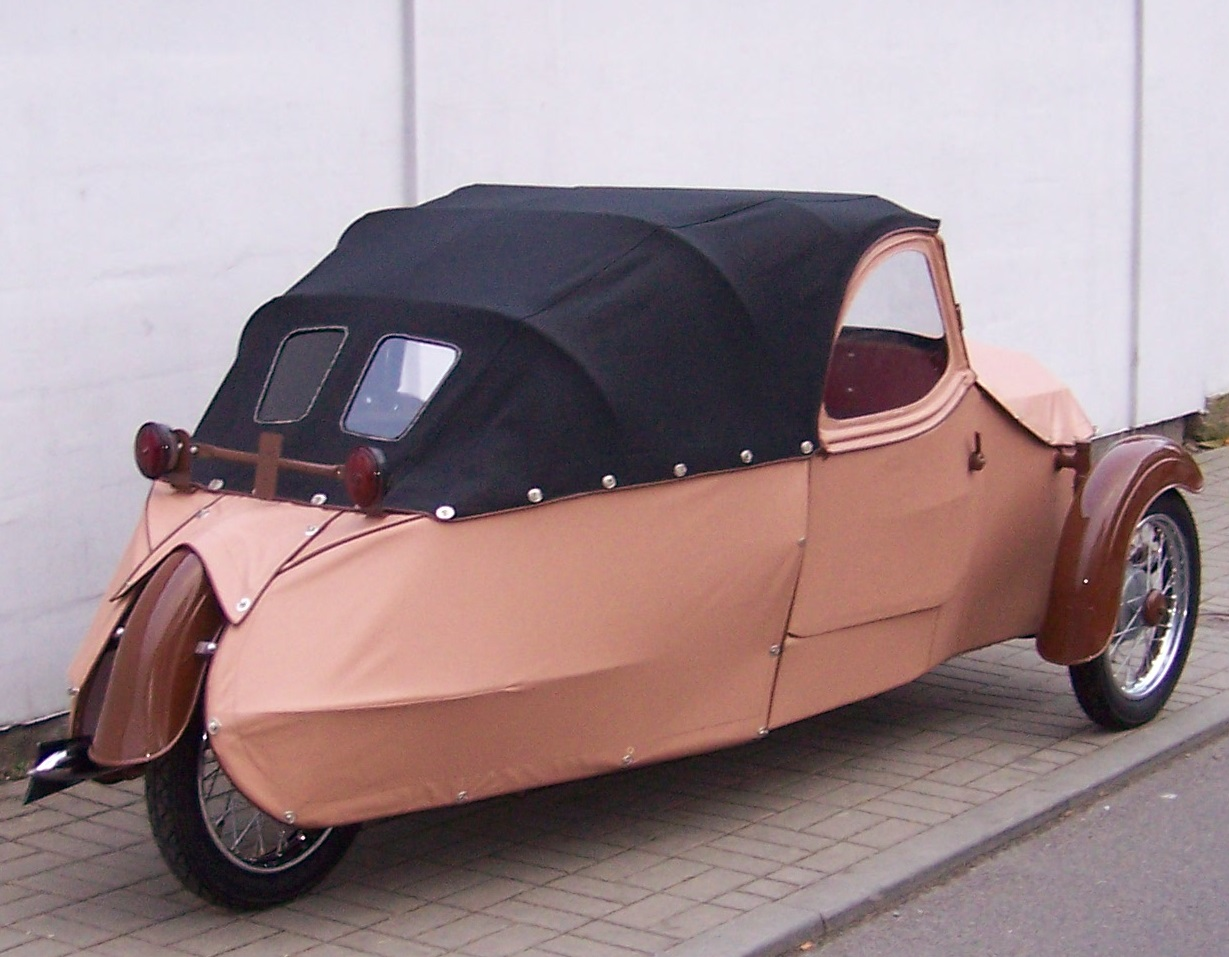
Velorex 16/250

Om politieke redenen verliet Mojmír in 1954 zijn eigen bedrijf, hij weigerde het lidmaatschap van de Communistische Partij van Tsjecho-Slowakije. Het bedrijf bleef bestaan en groeide door. Met behulp van een dynastart werd het na 1956 gemakkelijker voor invaliden om met de Oskar 54 om te gaan. Een nieuwe versie kwam op de markt en kreeg de naam Velorex Oskar 16 en later Velorex 16/250 mee. Invaliden kregen vanaf dat moment voorrang bij de bestelling van een Velorex, er ontstonden zelfs wachtlijsten. In 1959 produceerde het bedrijf 120 voertuigen per maand.

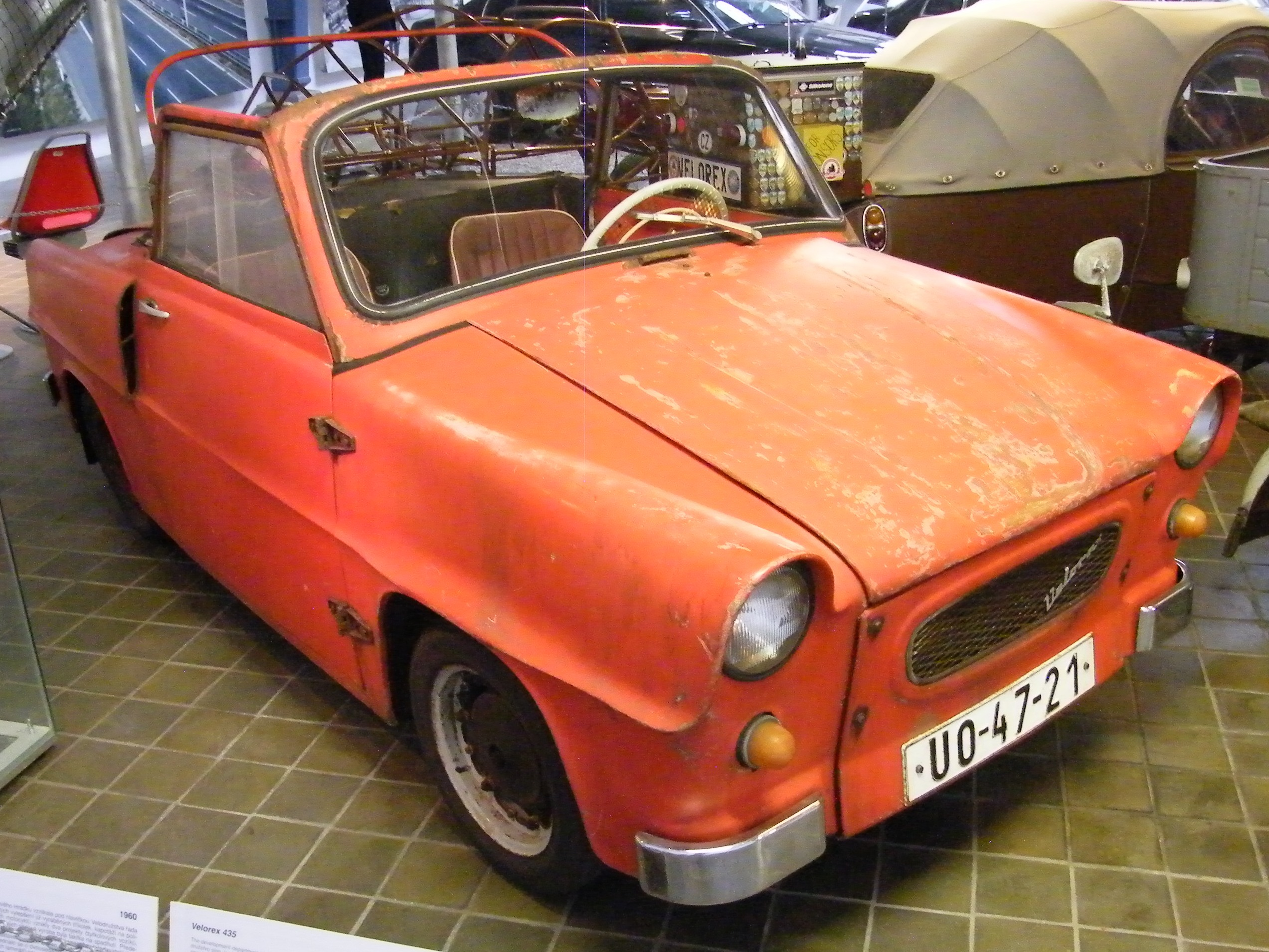
Velorex-prototype van 1960

In 1960 volgde een vierwielig prototype van een kleine cabriolet met 344 cc Jawa-motor (12 kW).
In 1961 verhuisde een deel van de productie naar een nieuwe fabriek in Rychnov nad Kněžnou. In 1963 kwamen een driewieler met een 175 cc ČZ-motor en een 350 cc van Jawa op de markt, beide met standaard een dynastart.

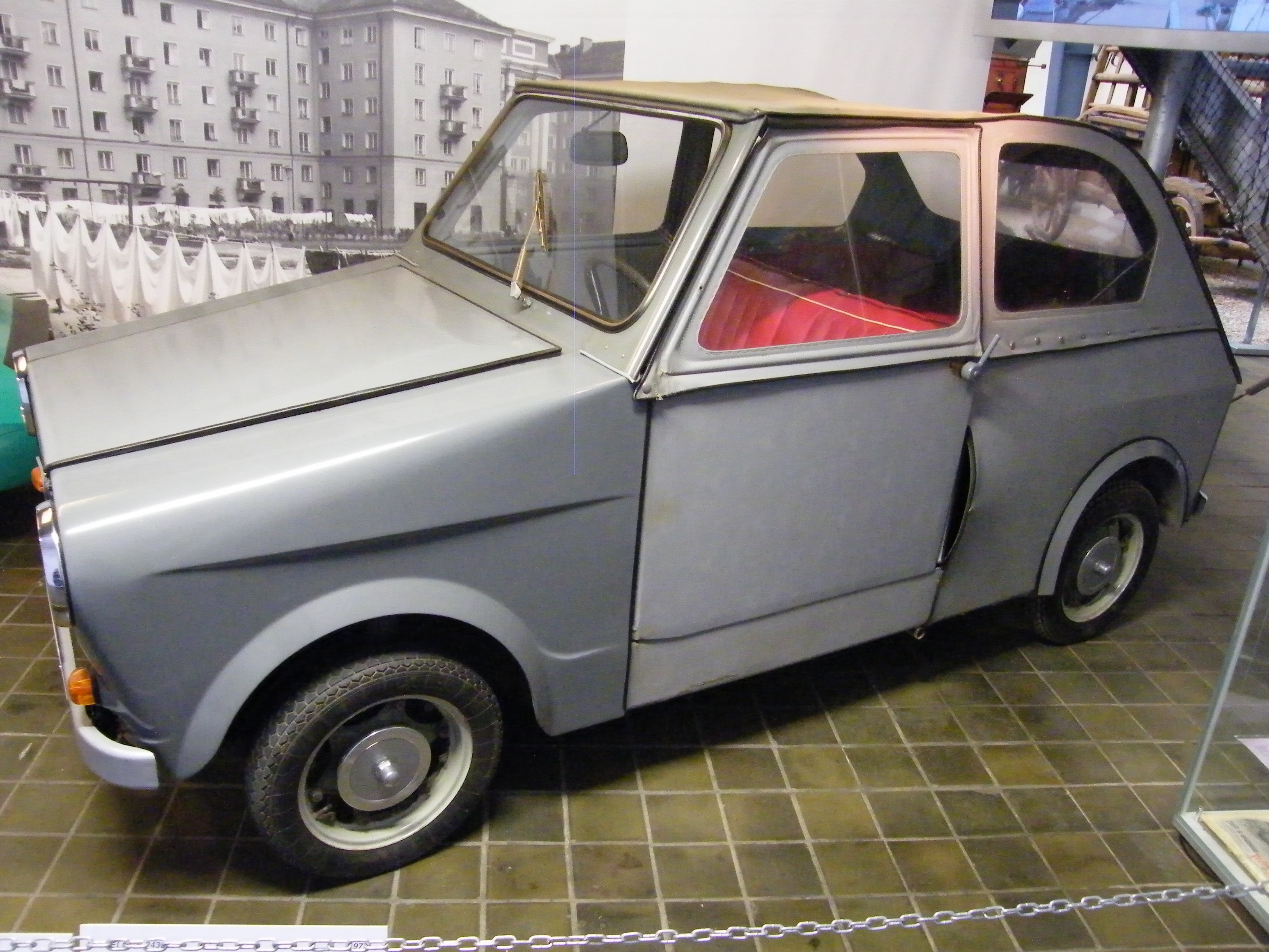
Velorex 435-O (1972)

In 1971 werd de productie van driewielers gestopt, waarna in 1972 de vierwieler Velorex 435-O in productie werd genomen. Deze had een carrosserie van laminaat, leek een beetje op de Fiat 500 en was uitgerust met een 350 cc Jawa-motor. Een lang leven was deze kleine auto niet beschoren, na 1380 exemplaren hield de productie op. Problemen bij het ontwerp en de fabricage, evenals het onvermogen om te concurreren met auto's van hogere categorie zoals de Oost-Duitse Trabant), maakten de vierwieler een commercieel fiasco en de productie werd stopgezet in 1973.
In het kader van de industriële opbouw en de daaraan verbonden herprofilering van de economie werden personenauto's werden personenauto's in het vervolg alleen nog gebouwd door Škoda en Tatra.

### Velor-X-Trike

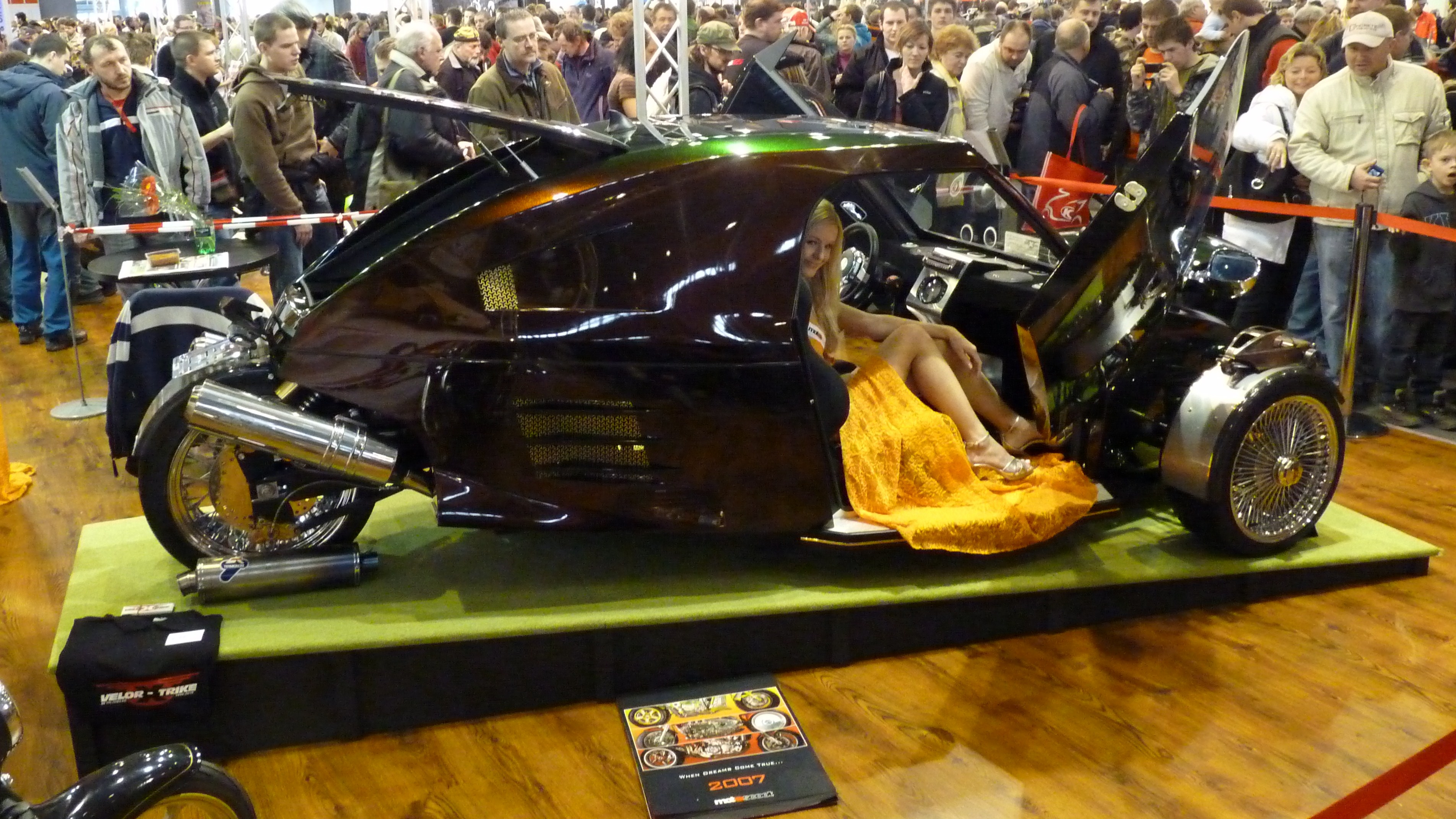
Velor-X-Trike (2010)

In maart 2010 werd in Brno door Motoscoot een moderne driewielige conceptauto voorgesteld met de naam "Velor-X-Trike". De constructie van de moderne driewieler was in basis gelijk aan die van de oorspronkelijke Velorex maar gemaakt van modernere materialen, waaronder carbon in plaats van kunstleer.
Prijzen werden niet genoemd, maar in tegenstelling tot de oude Velorex was de Velor-X-Trike geen goedkoop transportmiddel voor het volk meer. Kopers konden kiezen uit vier varianten: de S (voor Standaard), de LX (Luxe), GLS (Grand Luxe) en R (Racing), waarbij enkel de eerste 750 cc had, de overige drie versies kregen een 1.000 cc motorfietsmotor. Een oplage van maximaal zestig stuks was gepland.